# Religija u Sijera Leoneu
Religija u Sijera Leoneu zastupljena je s nekoliko vjerskih zajednica.
U Sijera Leoneu prevladavaju muslimani (preko 60%), ali postoji i snažna kršćanska manjina. Sijera Leone se smatra među najtolerantnijim vjerskim nacijama u svijetu, budući su prisutni brojni brakovi između različitih vjerskih pripadnika. Muslimani i kršćani surađuju vrlo dobro, a vjerski sukobi su vrlo rijetki. Mnogi građani prakticiraju mješavinu islama i tradicionalnih autohtonih vjerskih uvjerenja ili kršćanstva i tradicionalnih autohtonih vjerovanja.
Rimokatolički misionari aktivno su djelovali u obalnom pojasu Sijera Leonea još u ranom 16. stoljeću, iako je mali broj osoba primio katoličanstvo.
U Sijera Leoneu je 2007. bilo oko 263 600 katolika, što čini oko 4,1% od ukupnog broja stanovnika.